# Numerazioni a sovrapprezzo
Per numerazioni a sovrapprezzo (o numerazioni a valore aggiunto o numerazioni premium o numerazioni a tariffa speciale, spesso abbreviato in numeri speciali) s'intendono numerazioni telefoniche non geografiche soggette ad una tariffa maggiorata rispetto a chiamate di telefonia tradizionale.

## In Italia
La maggiore tariffa addebitata all'utente chiamante (sono possibili differenti tariffe a seconda dell'operatore utilizzato) costituisce il corrispettivo per la remunerazione del fornitore di contenuti. Sono numerazioni a sovrapprezzo i numeri inizianti con 89X ovvero 892, 894, 895 e 899.  Il fornitore di contenuti, responsabile dell'utilizzo della numerazione, è obbligato ad inserire, prima del servizio a pagamento, un messaggio gratuito che deve obbligatoriamente indicare: l'organizzazione che offre il servizio, la tipologia di servizio offerto, il costo al minuto, il costo dello scatto alla risposta e la durata massima della chiamata.
L'utilizzo delle numerazioni a sovrapprezzo è regolamentato dalla Delibera n. 26/08/CIR.

### Tipologie
- 892: servizi di carattere sociale-informativo
- 894: servizi di chiamate di massa
- 895: servizi di assistenza e consulenza tecnico-professionale
- 899: servizi di intrattenimento e servizi a sovrapprezzo di vendita di prodotti e servizi trasmessi direttamente ed esclusivamente attraverso reti telematiche.

Sono altresì esistite le numerazioni 144 e 166, che a partire dal 31 dicembre 2009 non sono più utilizzabili per servizi a valore aggiunto in quanto le numerazioni 1X sono riservate ai servizi di emergenza.